# Matteo Giulio Bartoli
Matteo Giulio Bartoli (* 22. November 1873 in Labin; † 23. Januar 1946 in Turin) war ein italienischer Romanist, Sprachwissenschaftler und Dialektologe.

## Leben und Werk
Bartoli studierte bei Wilhelm Meyer-Lübke und Adolf Mussafia in Wien, bei Heinrich Hübschmann in Straßburg und bei Jules Gilliéron in Paris. Sein zweibändiges Werk über die ausgestorbene Dalmatische Sprache seiner istrischen Heimat brachte ihm 1907 die lebenslange Berufung auf den Lehrstuhl für Storia comparata delle lingue classiche e neolatine, ab 1925 für Linguistica und ab 1939 für Glottologia der Universität Turin. Ab 1926 war er Mitherausgeber der Zeitschrift Archivo Glottologico Italiano. Bartoli war ein bedeutender Theoretiker der Sprachgeographie (linguistica areale oder linguistica spaziale) und Initiator des Italienischen Sprachatlas (Atlante Linguistico Italiano, ALI). Bei ihm studierte vorübergehend Antonio Gramsci. Zu seinen Schülern zählt Benvenuto Terracini.

Bartolis Haupterkenntnis lautet: 

„Zentrale Gebiete (aree centrali) der Romania sind innovativer als laterale Gebiete (aree laterali), bzw. gelangen Innovationen aus den zentralen Gebieten spät oder gar nicht bis in die lateralen“

## Werke
- (Hrsg. und Übersetzer mit Giacomo Braun) Wilhelm Meyer-Lübke, Grammatica storica della lingua italiana e dei dialetti toscani, Turin 1901, 1943, 1955
- (Hrsg. mit Paolo Savj-Lopez) Altitalienische Chrestomathie, Straßburg 1903
- Das Dalmatische. Altromanische Sprachreste von Veglia bis Ragusa und ihre Stellung in der apennino-balkanischen Romania. 1. Einleitung und Ethnographie Illyriens 2.  Glossare und Texte. Grammatik und Lexikon, 2 Bde., Wien 1906, Nendeln 1975 (italienisch: Il dalmatico. Resti di un'antica lingua romanza parlata da Veglia a Ragusa e sua collocazione nella Romania appennino-balcanica, hrsg. von Aldo Duro, Rom 2000)
- Introduzione alla neolinguistica. Principi, scopi, metodi, Genf 1925
- (mit Giulio Bertoni) Breviario di neolinguistica, Modena 1928, 1987
- (mit Giuseppe Vidossi) Lineamenti di linguistica spaziale, Mailand 1943
- Saggi di linguistica spaziale, Turin 1945
- Alle porte orientali d'Italia. Dialetti e lingue nella Venezia Giulia (1945)